# Panavia Aircraft

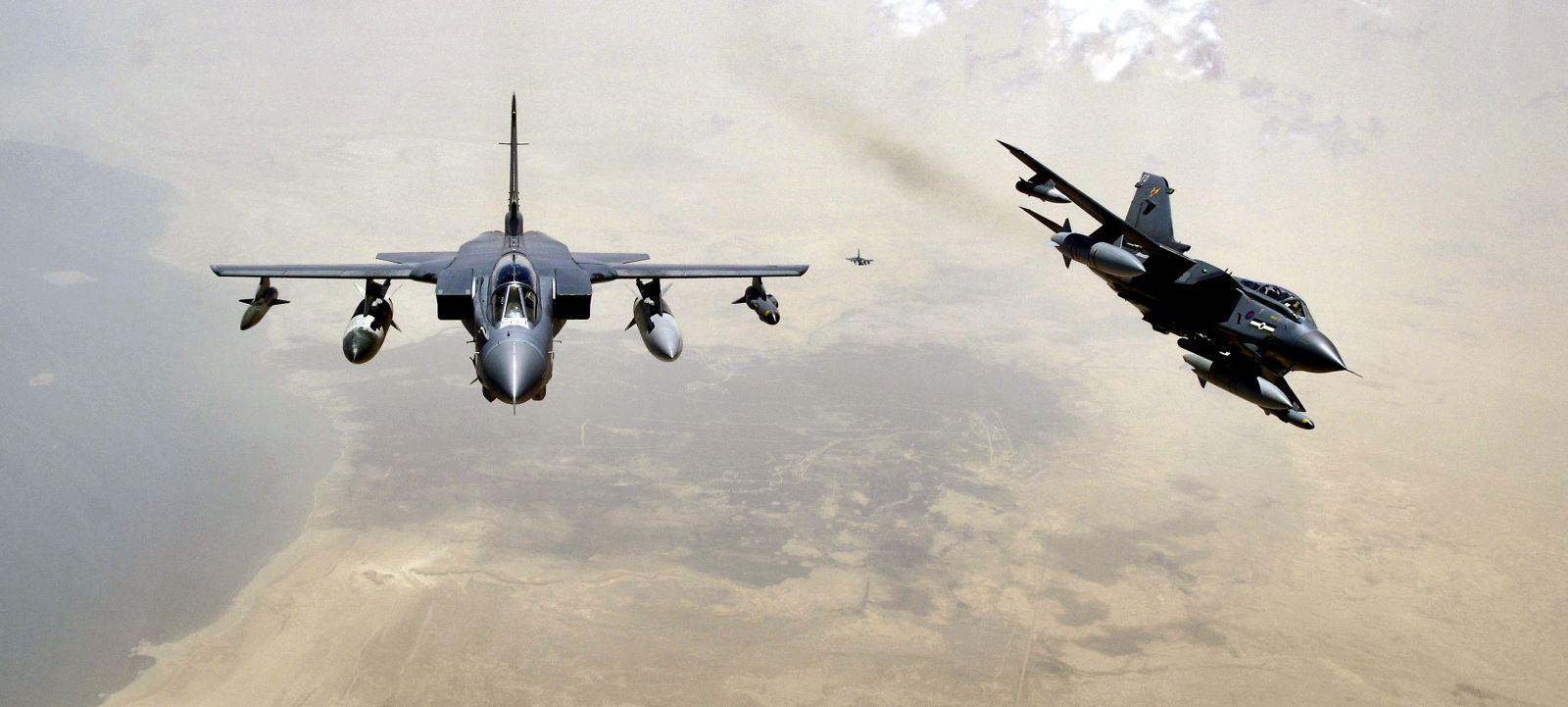
Panavia Tornado della RAF in volo sull'Iraq.

Panavia Aircraft GmbH è una compagnia multinazionale costituita dalle tre nazioni partner, Germania, Italia e Regno Unito, per la creazione del progetto Multi Role Combat Aircraft (MRCA-Multi Role Combat Aircraft)  Tornado. L'azienda è basata e registrata in Germania con sede vicino all'aeroporto di Monaco di Baviera.

## Aziende partner
Il consorzio è formato da tre partner con le seguenti quote societarie:
- BAE Systems plc (42,5%)
- EADS Deutschland GmbH (42,5%)
- Leonardo Spa (15%)

A nome della Panavia Aircraft GmbH sono responsabili nei rispettivi paesi per lo sviluppo, la produzione e l'approvvigionamento delle apparecchiature e dei componenti Tornado.
Leonardo ha la responsabilità per le ali i test di rifornimento e le specifiche tecniche italiane, BAE per la parte anteriore e posteriore della fusoliera compresa l'impennaggio, per il sedile eiettabile e il sistema idraulico, il display e le contromisure elettroniche e le specifiche tecniche britanniche, ed EADS per la fusoliera centrale, l'avionica, il sistema di controllo del volo (Flight Control System - FCS), il carrello d'atterraggio, i sistemi di navigazione, telecomunicazione e radar e le specifiche tecniche tedesche. Allo stesso modo, è condivisa la competenza per i motori, le attrezzature generali e l'avionica.

## Turbo-Union Limited
La Turbo Union Limited è un consorzio nato a Bristol (UK) nel 1969 per la gestione dello sviluppo del motore RB199 che equipaggia il Panavia Tornado.

### Partner
Il consorzio è così composto:
- Rolls-Royce plc (40%)
- MTU Aero Engines (40%)
- Avio SpA (20%)